# Bahnhof Friedrichsthal (Saar)
Der Bahnhof Friedrichsthal (Saar) ist ein Durchgangsbahnhof im Südwesten der saarländischen Stadt Friedrichsthal an der Nahetalbahn zwischen Saarbrücken und Bingen.

## Geschichte
Der Bahnhof liegt auf dem Streckenabschnitt Saarbrücken–Neunkirchen, Teil einer im 19. und frühen 20. Jahrhundert bedeutenden Verbindung für den Kohletransport von den Gruben zum Kohlehafen Saarbrücken und nach Süddeutschland und Frankreich. Der erste Friedrichsthaler Bahnhof wurde 1852 eröffnet und lag am äußersten Südwestende des Ortes. In diesem Bereich befand sich damals das industrielle Zentrum Friedrichsthals. Der Bahnhof war in der zweiten Hälfte des 19. Jahrhunderts eine wesentliche Voraussetzung für die Ansiedlung von Glashütten in Friedrichsthal.
Der erste Bahnhof wurde 1910 wegen Gleiserweiterungen abgerissen und das heutige Gebäude wenige Meter weiter westlich erbaut. Zur Erneuerung des Bahnhofs (schienenfreier Zugang zum Zwischenbahnsteig und Errichtung des neuen Empfangsgebäudes) wurden 1909 insgesamt 253.000 Mark veranschlagt.

## Architektur und Nutzung
Das Empfangsgebäude besteht aus einem Hauptgebäude und zwei niedrigeren Flügeln. Es verfügt über hohe, schiefergedeckte Walmdächer, die mit Fledermausgauben und Giebelgauben ausgestattet sind. Ein Zwerchhaus mit breitem Segmentgiebel betont die Mittelachse des Gebäudes. Die Fassade wird durch Gesimse und Pilaster gegliedert, die im Erdgeschoss des Hauptflügels als breitere Pfeiler ausgeführt sind. Der Bahnhof verfügt über einen Mittelbahnsteig und somit über zwei Bahnsteiggleise. Ein barrierefreier Zugang ist zu keinem der beiden Bahnsteige möglich, da nur Treppen vorhanden sind. Das Bahnhofsgebäude in Hanglage liegt mit seiner Erdgeschossebene deutlich unterhalb der Gleise. Das gesamte Gebäude steht heute unter Denkmalschutz. Bis in die 1980er Jahre war der Bahnhof belebt. Es gab ein Bahnhofsrestaurant und einen Fahrkartenschalter der Deutschen Bundesbahn. Nachdem in den 1990er Jahren die Bahn im Zuge von Restrukturierungsmaßnahmen den Fahrkartenschalter schloss und das Lokal nicht mehr rentabel war, wurde der Bahnhof teilweise als Wohngebäude vermietet. Heutzutage steht das Bahnhofsgebäude leer. Es diente lange lediglich als Durchgang zu den Gleisen und ist zunehmend dem Verfall preisgegeben. Mittlerweile sind Teile des Daches eingestürzt. Seit Dezember 2019 ist das Gebäude komplett gesperrt und die Gleise sind nur noch über die Fußgängerbrücke erreichbar.

## Verkehr

### Nahverkehr
Der Bahnhof Friedrichsthal hat seine Bedeutung im Güterverkehr verloren. Heute halten hier bis auf einen Regionalexpress nur noch Regionalbahnen.
| Linie                    | Zuglauf | Taktfrequenz                                                                  |
| ------------------------ | --- | ----------------------------------------------------------------------------- |
| RE 3                     | Saarbrücken – Friedrichsthal (Saar) – Neunkirchen (Saar) – Ottweiler (Saar) – Türkismühle – Bad Kreuznach – Mainz ( – Frankfurt) | Einzelner Zug                                                                 |
| RB 73                    | Saarbrücken – Friedrichsthal (Saar) – Neunkirchen (Saar) – Ottweiler (Saar) – St. Wendel ( – Türkismühle – Neubrücke (Nahe))     | Saarbrücken – St. Wendel: Halbstundentakt St. Wendel – Neubrücke: Stundentakt |
| Stand: 15. Dezember 2024 | |                                                                               |